# Вулиця Шевченка (Прилуки)
Вулиця Тараса Шевченка — вулиця у місті Прилуки. Пролягає від вулиці Галаганівської до удайських лугів. Вулиця розташована у центральній та східній частинах міста (Кустівці).
Прилучаються вулиці Садова — Гімназична — Котляревського — Пушкіна — Ярмаркова — Михайлівська — Петропавлівська — 2-й провулок Шевченка — вулиці Житня — Перемоги — 1-й провулок Шевченка.
Нумерація йде від центру (№ 2-202, 1-227).
Між вулицями Михайлівською та Петропавлівською розташований парк імені Шевченка.

## Історія
Прокладена за Генеральним планом забудови міста 1802 року.
Забудована в кінці 19 — на початку 20 ст.
Перейменована 1925 року на честь Тараса Григоровича Шевченка, який тричі бував у Прилуках (1845, 1846, 1859).
Збереглися будинки, які мають архітектурну цінність (№ 94 та 96); у будинку № 95 збереглися старовинні кахляні печі.
На будинку № 61 встановлено дошку: «В цьому будинку в вересні 1941 року містився штаб Південно-Західного фронту, яким командував генерал-полковник М. П. Кирпонос».

## Пам'ятки
- Спасо-Преображенський собор (1820). Ріг з вулицею Галаганівською;
- Штаб Південно-Західного фронту у вересні 1941 року (№ 61).

## Установи
- Фабрика господарчих виробів (№ 71);
- Профілакторій «Нафтовик» (№ 107).